# Neurosyphilis
 Mise en garde médicale
La neurosyphilis est l'ensemble clinique résultant d'une infection du système nerveux central par Treponema pallidum, l'agent de la syphilis.
Classiquement, les deux manifestations historiques principales, survenant tardivement, étaient :
- la paralysie générale, qui réalise un tableau clinique de méningo-encéphalite lentement progressive évoluant vers la démence ;
- le tabès, qui est une atteinte de la moelle spinale se manifestant comme une ataxie locomotrice accompagnée de douleurs invalidantes.

Au XXIe siècle, la neurosyphilis se définit plus précocement, avant et en dehors de ces formes tardives. Bien que devenue rare avec l'avènement de la pénicilline, elle n'a pas disparu, à cause d'un regain de la syphilis dans le monde, depuis les années 1990-2000.

## Historique
L'origine syphilitique de maladies neuropsychiatriques n'a été pleinement acceptée qu'à partir de 1913, lorsque Hideyo Noguchi (1876-1928) montre la présence de Treponema  pallidum dans le cortex cérébral des malades. Plus tard, notamment à la suite des travaux de Joseph Earle Moore (1892-1957) publiés dans les années 1920 et 1930, les manifestations neurologiques de la syphilis sont regroupées sous le terme neurosyphilis,.

### Paralysie générale

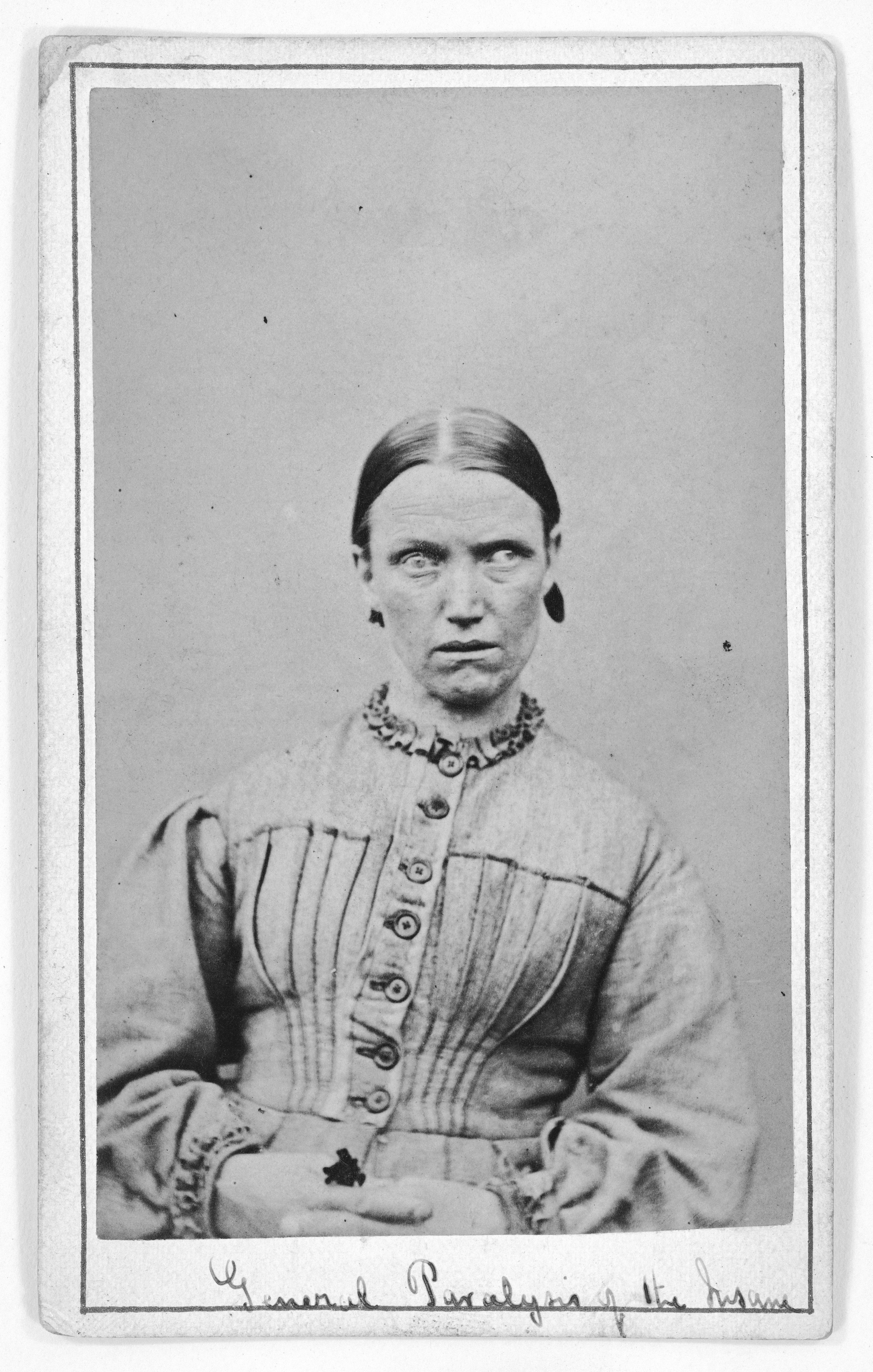
Femme souffrant de paralysie générale, avec troubles oculomoteurs. Photo prise vers 1869, au West Riding Lunatic Asylum devenu Stanley Royd Hospital de Wakefield, Angleterre.

À la fin du XVIIIe siècle, Vincenzo Chiarugi (en) (1759-1820) en Italie, et John Haslam (1764-1844) en Angleterre, décrivent des formes de « folie à délire ambitieux », associées à une paralysie diffuse. De même Jean-Étienne Esquirol (1772-1840) décrit de son côté une « démence paralytique ». Ces auteurs interprètent ces états comme une association fortuite de deux affections distinctes, sans faire de rapport avec la syphilis.
En 1822, Antoine Laurent Bayle (1799-1858) décrit la « paralysie générale » comme une maladie unique, s'aggravant progressivement. Cette conception uniciste tend à s'imposer avec les  travaux de Louis-Florentin Calmeil (1798-1895) et de Maximien Parchappe (1800-1866).
Dans le contexte de l'époque, cette « paralysie générale », qui s'appuie sur des données anatomo-pathologiques (lésions inflammatoires de structures nerveuses), devient un modèle d'origine organique de la folie. Elle sert d'argument contre les modèles d'origine psychique des maladies mentales. Selon Claude Quétel « Pour la première fois enfin, on trouve quelque chose dans le cerveau des alienés ! ».

### Origine syphilitique
En 1786, un précurseur, l'italien Leone Cirillo (1739-1799) soupçonne l'existence d'une syphilis du cerveau. 
Au milieu du XIXe siècle, la figure dominante dans le domaine de la syphilis est le français Philippe Ricord (1800-1889). Il est le premier à distinguer la syphilis des autres maladies vénériennes (on pensait que toutes les maladies vénériennes étaient des formes de syphilis), et à présenter son évolution à long terme en trois stades. Ricord étudie la syphilis viscérale (manifestations osseuses, hépatiques, rénales, vasculaires...) mais il ne rapproche pas les manifestations neurologiques de la paralysie générale,.
La théorie dominante de l'époque est que la paralysie générale se subdivise en deux catégories : la « (vraie) paralysie générale » celle des aliénistes,  et la « pseudo-paralysie générale » celle des syphiligraphes (spécialistes de la syphilis). 
À la fin du XIXe siècle, Jean Alfred Fournier (1832-1914) est la première figure d'autorité à montrer que le tabes dorsalis et la paralysie générale sont d'origine syphilitique. En proposant le concept de latence dans l'évolution de la maladie, il réunit la syphilis et les manifestations neurologiques de « parasyphilis » à partir de 1879. Il faudra plusieurs décennies pour vaincre l'incrédulité générale, et l'avènement de la microbiologie et de l'immunologie pour faire accepter le terme de neurosyphilis dans le premier tiers du XXe siècle,.

### Problèmes éthiques
La neurosyphilis est un sujet historique de plusieurs problèmes éthiques concernant la recherche médicale et l'expérimentation humaine.
Du point de vue clinique, son évolution naturelle est connue grâce à deux grandes cohortes de patients non traités. La première est celle d'Oslo conduite en Norvège entre 1890 et 1910, et publiée en 1929. La seconde est celle des Noirs américains de Tuskegee, de la fin des années 1920 jusqu'à bien après l'arrivée de la pénicilline,.
Du point de vue thérapeutique, elle est marquée par la malariathérapie qui consiste à inoculer le paludisme (par Plasmodium vivax) pour « guérir » la neurosyphilis, par Julius Wagner-Jauregg (1857-1940) prix Nobel 1927. À cette époque, les critères standards de recherche (comme la randomisation) n'étaient pas encore utilisés. Depuis, nul ne peut savoir si la malariathérapie était vraiment efficace. 
De plus, les patients n'étaient pas en état de donner leur consentement. Il en est de même pour les premiers essais de dérivés arsenicaux (Salvarsan) réalisés par les collaborateurs de Paul Erlich (1854-1915) au début du XXe siècle.

### Problèmes de définition
La syphilis est une maladie infectieuse à évolution spontanée chronique. Cette évolution est faite de périodes symptomatiques (syphilis active) séparées par des périodes sans symptômes (syphilis latente).
Il existe deux classifications qui se recouvrent partiellement. La classique est une classification clinique qui divise l'évolution en trois stades au moins (primaire, secondaire, tertiaire...), c'est la plus généralement acceptée. Il existe également une classification d'intérêt épidémiologique (plus simple) et pragmatique (par ses conséquences thérapeutiques) qui distingue une syphilis précoce et une syphilis tardive,. 
La syphilis précoce est contagieuse, mais elle ne nécessite qu'un traitement court, alors que la syphilis tardive est non contagieuse, mais avec un traitement à plus forte dose, de durée plus longue.
Au cours du XXe siècle, la neurosyphilis a été définie comme une manifestation tardive de syphilis tertiaire ou quaternaire. Ce qui est considéré au début du XXIe siècle comme une abstraction, car les données disponibles indiquent une invasion possible du système nerveux à tous les stades de la maladie, sauf au stade primaire. D'où un changement de définition de la neurosyphilis, désormais distinguée aussi en dehors de la syphilis tertiaire.
Au début du XXIe siècle, les manifestations les plus tardives sont devenues les plus rares, mais les manifestations plus précoces, parfois asymptomatiques, peuvent poser des problèmes de diagnostic et de prise en charge (décisions thérapeutiques),,.

## Épidémiologie
Historiquement, 9,4 % des hommes et 5 % des femmes ayant eu une syphilis non traitée évoluaient vers une neurosyphilis, ou jusqu'à 25 ou 30 % avant l'ère des antibiotiques. Dans les années 1920, aux États-Unis, près de 20% des patients hospitalisés en psychiatrie étaient atteints de neurosyphilis au stade tertiaire.
La neurosyphilis, fréquente avant la pénicilline, est devenue rare dans la deuxième moitié du XXe siècle. En France l'incidence de la syphilis était estimée à 40 pour 100 000 habitants en 1946, elle passe à 3 pour 100 000 en 1954, à un tel point que des auteurs parlent de la « disparition de la syphilis » et de « fin de la neurosyphilis », en France comme dans le monde entier,.
Cet optimisme général s'estompe dans les années 1960, avec une légère augmentation des cas qui se stabilise jusqu'aux années 1980. En France, une enquête réalisée en 1982 indique la réapparition de quelques cas de paralysie générale dans divers hôpitaux. Il s'agit de formes « abâtardies » par rapport à la forme classique du XIXe siècle.  
Dans les années 1990, une recrudescence marquée de syphilis s'observe dans les pays de l'ex-URSS, puis au début des années 2000 en Europe occidentale et aux États-Unis : c'est le « retour de la syphilis »,. 
Cette résurgence est plus forte dans les pays à bas ou moyens revenus, et dans les pays développés en milieu urbain selon la population (prostitution, drogue, hommes homo- ou bi-sexuels à partenaires multiples...; relâchement de la prévention des conduites sexuelles à risques, problèmes d'accès aux soins...).
Aux États-Unis, depuis l'an 2000, les cas de syphilis augmentent chaque année pour atteindre 9,5 pour 100 000 habitants en 2017. En Chine, cette incidence est de 22 pour 100 000 en 2008. Selon les études, toujours aux États-Unis, l'incidence de la neurosyphilis serait de 0,47 à 2,1 cas pour 100 000, en pouvant encore survenir chez 1,8 à 3,5% des patients suivis. La neurosyphilis est estimée deux fois plus fréquente chez les personnes co-infectées par HIV, que chez les personnes seulement infectées par la syphilis. 
En 2019, la neurosyphilis est considérée comme sous-diagnostiquée à cause de sa rareté, alors même qu'elle n'a pas disparue.

## Évolution

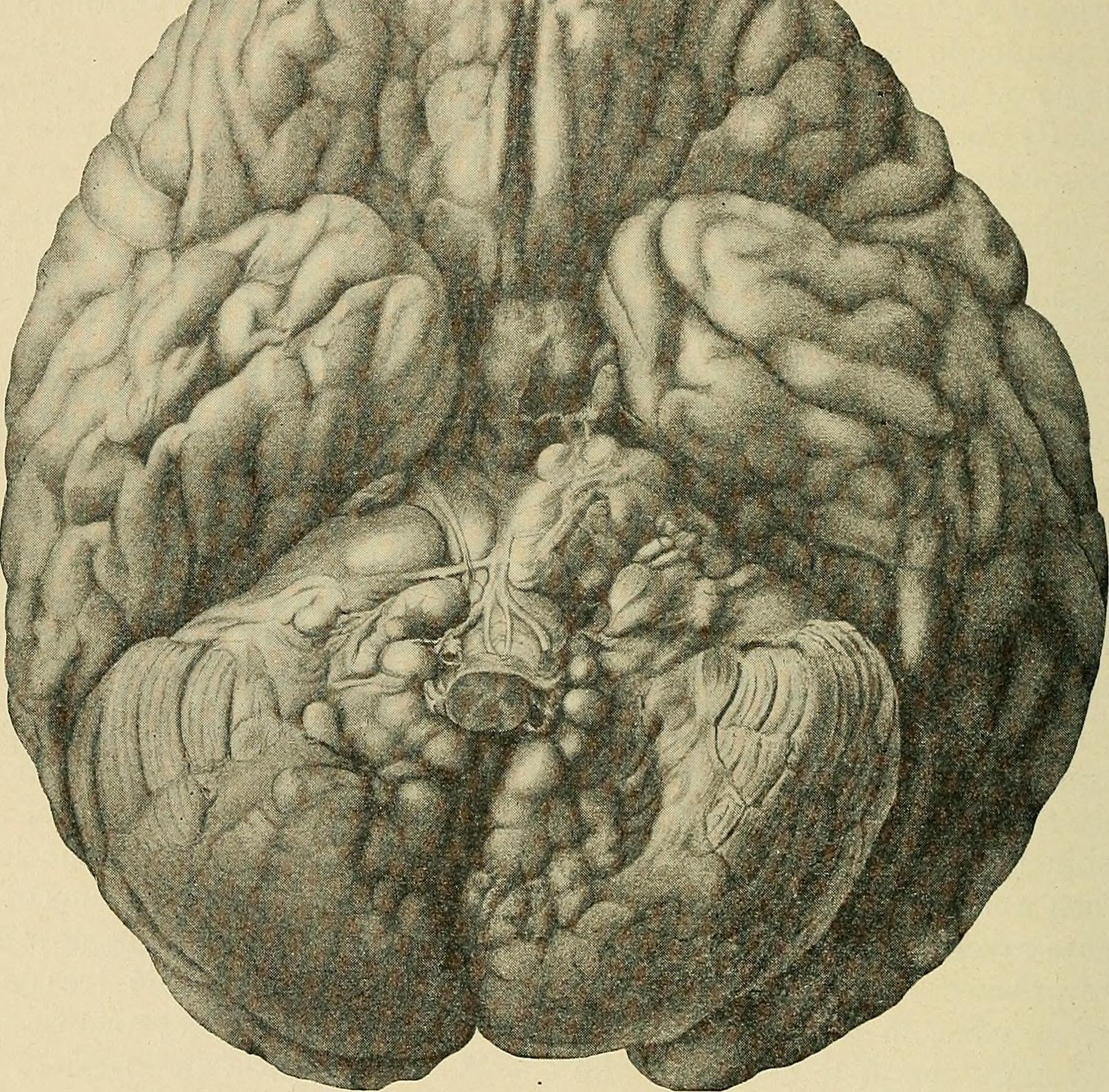
Gommes syphilitiques multiples à la base du cervelet, forme rare et tardive de neurosyphilis. Illustration de Organic and functional nervous diseases (1913).

Treponema pallidum infecte presque toujours le système nerveux dans les jours qui suivent une infection primaire (chancre syphilitique), mais la plupart des sujets l'éliminent spontanément (du système nerveux) sans réaction inflammatoire. Seule une fraction de patients atteints développe par la suite une neurosyphilis.
La neurosyphilis peut être précoce (de un mois à deux ans après le chancre), elle peut être asymptomatique (détection biologique uniquement) ou symptomatique (méningite syphilitique).
L'atteinte méningée représente l'atteinte initiale qui précède les autres manifestations plus tardives. Elle peut être suivie d'une atteinte du parenchyme (neurosyphilis parenchymateuse) évoluant vers la paralysie générale, et une atteinte des ganglions rachidiens dorsaux évoluant vers le tabès.
L'atteinte vasculaire des artères cérébrales réalise une vascularite oblitérante (qui bouche les petits vaisseaux) pouvant se manifester comme un AVC. On en rapproche les atteintes de la moelle spinale par vascularite ou myélite.
La neurosyphilis tardive survient selon les auteurs, après 1 ou 2 ans, et jusqu'à 20 ou 30 ans après le chancre. Par ordre approximatif d'apparition : la syphilis vasculaire cérébrale, la paralysie générale, le tabès, les gommes du système nerveux central,.
Les atteintes ophtalmologiques (ophtalmosyphilis) et celles des nerfs crâniens sont considérées comme des neurosyphilis,.

## Clinique
Les troubles sont très variés et peu spécifiques. La syphilis est réputée pour être « the great imitator » ou « la grande simulatrice » susceptible d'apparaitre sous des formes multiples.

### Neurosyphilis précoce
Elle peut survenir dans la première année d'évolution.
La neurosyphilis asymptomatique se caractérise par l'absence de troubles neurologiques chez un syphilitique mais avec des anomalies du liquide cérébrospinal (LCS):  plus de 5 leucocytes par mm3, hyperprotéinorachie, VDRL positif, ou présence de Treponema pallidum dans le LCS.
La neurosyphilis précoce symptomatique se manifeste par une méningite aiguë (céphalées, vomissements...), une atteinte de nerfs crâniens (paralysie faciale, surdité ou cécité unilatérales...), plus rarement de convulsions,.

### Syphilis vasculaire cérébrale
En règle générale, cette forme de neurosyphilis vient s'interposer entre les formes précoces et tardives, le plus souvent entre 1 et 10 ans d'évolution. 
Elle est la cause d'accident vasculaire cérébral (AVC), par artérite syphilitique. Toute artère de petit ou moyen calibre du système nerveux central peut être concernée, d'où la multiplicité des tableaux cliniques (hémiplégie, aphasie, ou tout autre trouble selon le territoire concerné). Il n'y a pas de territoire préférentiel.
Ces AVC sont d'installation brutale, comme dans les autres AVC, mais aussi d'apparition progressive en quelques jours dans un quart des cas. Un AVC survenant chez un sujet jeune, ou sans facteur de risque connu, doit faire discuter d'une syphilis dans le diagnostic différentiel.
Dans les atteintes de la moelle spinale, la syphilis vasculaire se manifeste comme une paraplégie brutale.

### Neurosyphilis tardive
Après plus de 3 ans d'évolution, une méningite chronique peut s'installer, avec atteinte des nerfs crâniens, et hypertension intracrânienne.
Les formes tardives peuvent apparaitre après 10 à plus de 30 ans d'évolution. Elles sont le résultat de cette méningite chronique avec destruction progressive de tissu cérébral sous-jacent. Ce processus peut s'accompagner d'infarctus cérébraux localisés, en lien avec la syphilis vasculaire cérébrale. Cette neurosyphilis tardive est aussi appelée neurosyphilis parenchymenteuse,.
Au début du XXIe siècle, les principaux signes de neurosyphilis tardive sont les troubles de comportement, les troubles de mémoire, et la désorientation temporospatiale. Les formes complètes historiques (paralysie générale et tabès) sont devenues exceptionnelles.

#### Paralysie générale
La paralysie générale survient en moyenne après 10 à 15 ans. Elle se manifeste par une atteinte des fonctions supérieures (mémoire, concentration, raisonnement...) qui évolue vers la démence, et des troubles psychiatriques (trouble de l'humeur, agitation, délire...). 
La démence syphilitique est une démence frontotemporale (atteintes du lobe frontal et du lobe temporal). De façon caractéristique, elle se distingue des autres démences par l'existence d'un délire de grandeur de type hypomaniaque ou mégalomaniaque.  Le délire syphilitique mégalomaniaque n'est pas le plus fréquent, mais il est connu pour son pittoresque : par exemple se prétendre être l'empereur-propriétaire de toute l'Afrique, ou produire des diamants dans son urine.
Un autre aspect distinctif sont les troubles de la parole et de la voix, comme la dysarthrie. La voix peut être faible, hésitante, la parole répétitive avec omission ou inversion de syllabes, avec évolution vers un discours incompréhensible.
D'autres troubles neurologiques apparaissent : tremblement localisé à la langue ou aux extrémités, abolition des réflexes ostéotendineux, anomalies des pupilles dont le signe d'Argyll Robertson (dans moins de la moitié des cas), troubles de la station debout et de la marche (ataxie), états convulsifs…
Sans traitement, l'évolution est progressive vers la démence, l'état grabataire et la mort dans les 5 ans pour la plupart des patients.

#### Tabès

Traitement de l'ataxie locomotrice par suspension-traction de la colonne vertébrale, expérience de Charcot à la Salpêtrière en 1889.

Le tabes dorsalis (le plus souvent abrégé en tabès) est une destruction progressive, par dégénérescence ou sclérose, des cordons postérieurs de la moelle spinale et des racines postérieures des nerfs rachidiens. Cette forme de neurosyphilis très tardive, qui survient après 15 ou 20 ans d'évolution,  est devenue beaucoup plus rare que la paralysie générale pour des raisons inconnues.
Le tabès est aussi appelé « ataxie locomotrice » : il s'agit d'un trouble particulier de la marche où le sujet lance sa jambe plus haut qu'il n'est nécessaire, en laissant retomber brutalement son pied sur le talon (marche talonnante). La cadence et le son produit par cette démarche sont caractéristiques surtout si le sujet utilise une canne en frappant le sol pour assurer sa stabilité. Cette démarche est due à des troubles de la perception des articulations et du mouvement (proprioception). Pour détecter la position de ses pieds, le sujet doit frapper fort du talon et dérouler toute la plante du pied.
Ces troubles s'aggravent à la fermeture des yeux (le sujet est alors privé de ses informations visuelles). En station debout, pieds joints, la chute à la fermeture des yeux réalise le signe de Romberg. Le signe d'Argyll Robertson est le plus souvent positif.
Le tabès s'accompagne de douleurs lancinantes invalidantes, ou fulgurantes simulant alors une urgence chirurgicale. L'évolution est lente, avec perte des réflexes, atrophie ou névrite optique, troubles neurotrophiques (cutanés et articulaires par atteinte neurologique) comme le mal perforant plantaire ou les arthropathies de Charcot, troubles sphinctériens (de la vessie et du rectum),.

#### Gomme syphilitique
D'évolution très tardive, devenues rares, les gommes syphilitiques sont généralement des granulomes inflammatoires constituant des lésions non contagieuses, de localisations diverses (peau, muqueuses, os, viscères...). Le terme de gomme vient de leur consistance ou de leur contenu semblable à de la gomme naturelle.
Les gommes cérébrales et du système nerveux central se manifestent par un syndrome tumoral de même localisation.

## Diagnostic

### Diagnostic positif
Le diagnostic de neurosyphilis est difficile. Il repose sur la confrontation des antécédents et du contexte du patient avec les données cliniques et biologiques. Les données de l'imagerie ne sont pas spécifiques (elles précisent les lésions, mais pas leur origine syphilitique).
La ponction lombaire est pratiquée lorsque, chez un patient syphilitique avéré ou suspect, apparaissent des signes neurologiques ou ophtalmiques. Les différents test sérologiques dans le liquide cérébrospinal sont imparfaits (problèmes de sensibilité et spécificité), et il faut les combiner entre eux pour les interpréter, et les replacer dans le contexte clinique. Ce qui permet d'infirmer, de suspecter, ou d'affirmer une neurosyphilis.
La certitude du diagnostic est confirmée par l'efficacité du traitement.

### Diagnostic différentiel
Le diagnostic différentiel de la neurosyphilis est très vaste. Il est envisagé le plus souvent, en fonction du contexte, dans des situations d'AVC, de tumeur ou abcès du cerveau, de méningite et encéphalite, de troubles psychiatriques, d'une intoxication.
Les troubles neurotrophiques (cutanés et articulaires) peuvent être similaires à des complications du diabète, de la lèpre... De même pour les atteintes ophtalmologiques qui peuvent se voir aussi dans le diabète, la sclérose en plaques, la maladie de Lyme... 
La neurosyphilis peut simuler n'importe quelle autre maladie neurologique,  d'où la large utilisation des tests sanguins sérologiques pour orienter le diagnostic dans de nombreuses circonstances,.

## Traitement
Le seul traitement moderne de la neurosyphilis est la pénicilline G par voie parentérale (intraveineuse ou intramusculaire), à fortes doses, durant 10 à 14 jours. Les modalités exactes (recommandations thérapeutiques, régulièrement actualisées) varient légèrement selon les pays (États-Unis, Royaume-Uni, Europe occidentale...).
En cas d'allergie à la pénicilline, la désensibilisation est recommandée. À défaut, d'autres antibiotiques pourraient être efficaces, mais la pénicilline G est largement préférée.
Ce traitement, relativement simple, permet de guérir ou d'améliorer une neurosyphilis précoce en stoppant l'évolution vers les formes tardives. Au stade tardif, les troubles ne sont guère améliorés (persistance de séquelles) mais leur progression peut être arrêtée. 
La mise en œuvre de ce traitement, ainsi que les modalités de surveillance du suivi et de l'efficacité, font l'objet de discussions, notamment en cas de neurosyphilis asymptomatique,,.
La neurosyphilis des patients infectés par le VIH est traitée de la même façon que les autres, la seule différence étant un suivi plus rapproché.